# Gądków Wielki
Gądków Wielki (niem. Groß Gandern) – wieś w Polsce położona w województwie lubuskim, w powiecie sulęcińskim, w gminie Torzym.
W latach 1945–1954 siedziba gminy Gądków Wielki. W latach 1954–1972 wieś była siedzibą władz gromady Gądków Wielki. W latach 1975–1998 miejscowość administracyjnie należała do województwa zielonogórskiego.

## Położenie
Miejscowość położona jest przy drodze wojewódzkiej nr 139. W Gądkowie Wielkim istnieje stacja kolejowa na linii Zielona Góra – Szczecin.

## Historia
Gądków Wielki stanowił niegdyś własność templariuszy, którzy w XIII w. utworzyli tu parafię. Od 1350 r. część wsi była własnością joannitów, a w XV w. przeszła we władanie rodu von Lossow. Mimo iż najwcześniej polskość zanikała na tych obszarach, które najdłużej znajdowały się w ramach państwa brandenbursko-pruskiego, a więc Nowej Marchii w ziemi torzymskiej, to i tu można odszukać bardzo późne ślady polskości. Wedle autorów niemieckich w wielu wsiach ziemi torzymskiej posługiwano się językiem polskim w XVII w. w kościele, w użyciu codziennym jeszcze później. Chodzi tu zapewne o wsie położone przede wszystkim nad Pliszką m.in. Gądków Wielki i wsie położone dalej wzdłuż Odry, aż do Słubic.

## Zabytki
- kościół pw. Matki Bożej Bolesnej, będący siedzibą parafii, obejmującej sąsiednie miejscowości. Starszy kościół spłonął pod koniec XIX w. a w 1911 r. zakończono budowę nowego. Kościół w Gądkowie Wielkim do pojawienia się polskich osadników z Kresów był wyznania protestanckiego.

## Sport
W miejscowości działał klub piłkarski Gądkowski Klub Sportowy „Czarni” Gądków Wielki, który został założony w 1990 r.